# Cunit
Cunit é um município da Espanha na comarca de Baix Penedès, província de Tarragona, comunidade autónoma da Catalunha. Tem 9,74 km² de área e em 2021 tinha 14 081 habitantes (densidade: 1 445,7 hab./km²).

## Demografia
| Variação demográfica do município entre 1991 e 2004 [carece de fontes?] | Variação demográfica do município entre 1991 e 2004 [carece de fontes?] | Variação demográfica do município entre 1991 e 2004 [carece de fontes?] | Variação demográfica do município entre 1991 e 2004 [carece de fontes?] |
| ----------------------------------------------------------------------- | ----------------------------------------------------------------------- | ----------------------------------------------------------------------- | ----------------------------------------------------------------------- |
| 1991                                                                    | 1996                                                                    | 2001                                                                    | 2004                                                                    |
| 2425                                                                    | 4246                                                                    | 6402                                                                    | 8086                                                                    |